# David Woodfield
David Woodfield (Royal Leamington Spa, Inglaterra; 11 de octubre de 1943-1 de mayo de 2025) fue un futbolista y entrenador de fútbol inglés que jugó en la posición de defensa.

## Carrera

### Jugador
| Periodo   | Club                          | Apariciones | Goles |
| --------- | ----------------------------- | ----------- | ----- |
| 1962–1971 | Wolverhampton Wanderers       | 250         | 13    |
| 1967      | → Los Angeles Wolves (cedido) | 6           | 1     |
| 1971–1974 | Watford FC                    | 15          | 0     |

### Entrenador
Dirigió al Sabah FA de Malasia de 2000 a 2001.

## Logros
- United Soccer Association (1): 1967
- Copa Texaco (1): 1970/71